# Lars Oostveen
Lars Oostveen (* 6. September 1976 in Heiloo, Niederlande), auch bekannt unter seinem Künstlernamen Lawrence Ray, ist ein niederländischer Moderator, Schauspieler und Produzent.
Oostveen studierte an der Hoger economisch en administratief onderwijs und der Wirtschaftsuniversität Nyenrode in den Niederlanden sowie der Mountview Academy of Theatre Arts in London.
Erste Bekanntheit erlangte er als Videojockey bei MTV Europe von 1996 bis 1999, wo er prominente Musiker interviewte. In der niederländischen Seifenoper Lotte die ebenso wie Verliebt in Berlin eine Adaption der kolumbianischen Produktion Yo soy Betty, la fea (deutsch: „Ich bin Betty, die Hässliche“) darstellte, spielte er in 235 Folgen die Hauptrolle des Vico Maesland. Er moderierte mehrere Produktionen im niederländischen Radio und Fernsehen sowie im Discovery Channel.
In den deutschsprachigen Ländern trat er in dem Film Die Entdeckung des Himmels in der Rolle eines Reporters sowie in dem ZDF Fernsehfilm Dresden als Paul Slater auf. Einige Gastauftritte hatte er in der Seifenoper Unter uns.
Oostveen spricht fließend Niederländisch, Englisch, Spanisch, Deutsch, Französisch und Italienisch, was ihm Auftritte im Schulfernsehen verschaffte. In der Sprachkursserie extr@ spielte er in der französischen, deutschen und spanischen Version die Rolle des Amerikaners Sam Scott. Die ebenfalls in einer englischen Version existierende Serie wird seit 2004 immer wieder im SWR, NDR, WDR und BR-alpha/ARD-alpha, gelegentlich auch im schweizerischen und österreichischen Fernsehen sowie in vielen Ländern Europas ausgestrahlt.